# キンバリー伯爵

キンバリー伯爵ウッドハウス家の紋章

キンバリー伯爵（英語: Earl of Kimberley）は、イギリスの伯爵位。
1611年創設のウィルバーホールの準男爵、1797年創設のウッドハウス男爵を前身とし、第3代ウッドハウス男爵ジョン・ウッドハウスが1866年に連合王国貴族として叙されたのに始まる。

## 歴史

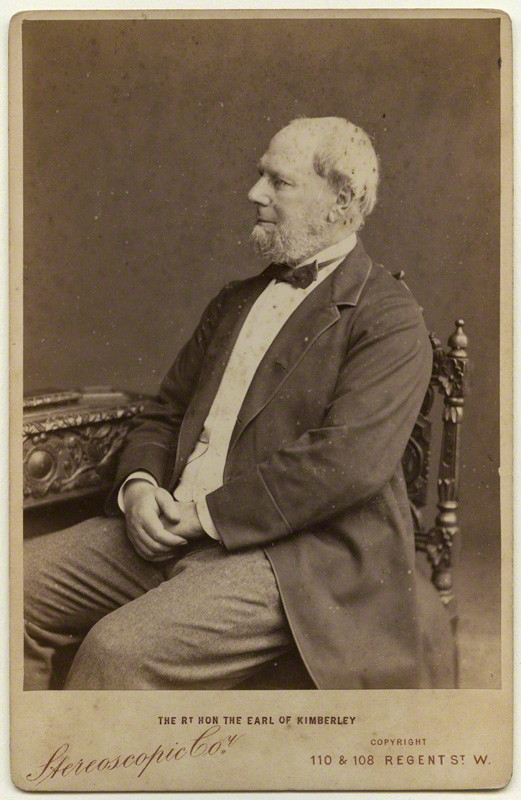
初代キンバリー伯爵ジョン・ウッドハウス

ノーフォーク州・キンバリーの地主ウッドハウス家の当主で1586年から1587年にかけて庶民院議員を務めたフィリップ・ウッドハウス(-1623)は、1611年6月29日に(ノーフォーク州におけるウィルバーホールの)準男爵（Baronet, "of Wilberhall, in the County of Norfolk）に叙せられた。
その昆孫6代準男爵サー・ジョン・ウッドハウス(1741–1834) は、1784年から1797年にかけてトーリー党の庶民院議員を務め、1797年10月26日にグレートブリテン貴族ノーフォーク州におけるキンバリーのウッドハウス男爵（Baron Wodehouse, of Kimberley in the County of Norfolk）に叙せられた。
その長男である2代男爵ジョン・ウッドハウス(1770–1846)も襲爵前に庶民院議員を務めた。
2代男爵の長男ヘンリー(1799-1834)は父に先立ったため、2代男爵の死後、ヘンリーの長男ジョン・ウッドハウス(1826–1902)が3代男爵を継承した。彼は自由党の政治家だったが、歴代当主の中で最も政界で出世し、自由党政権下で王璽尚書、植民地大臣、インド大臣、枢密院議長、貴族院院内総務、外務大臣などの重要閣僚職を歴任した。そして1866年6月1日に連合王国貴族爵位ノーフォーク州におけるキンバリーのキンバリー伯爵（Earl of Kimberley, of Kimberley in the County of Norfolk）に叙せられた。
初代伯の死後、その長男のジョン・ウッドハウス(1848–1932)が2代伯、その長男ジョン・ウッドハウス(1883–1941)が3代伯、その長男ジョン・ウッドハウス(1924–2002)が4代伯、その長男ジョン・ウッドハウス(1951-)が5代伯を継承した。彼が2016年現在の当主である。

## 現当主の保有爵位・準男爵位
現在の当主第5代キンバリー伯爵ジョン・ウッドハウスは以下の爵位・準男爵位を保有している。
- ノーフォーク州におけるキンバリーの第5代キンバリー伯爵 (5th Earl of Kimberley, of Kimberley in the County of Norfolk)
(1866年6月1日の勅許状による連合王国貴族爵位)
- ノーフォーク州におけるキンバリーの第7代ウッドハウス男爵 (7th Baron Wodehouse, of Kimberley in the County of Norfolk)
(1797年10月26日の勅許状によるグレートブリテン貴族爵位)　※法定推定相続人の儀礼称号
- (ノーフォーク州におけるウィルバーホールの)第12代準男爵 (12th Baronet, "of Wilberhall, in the County of Norfolk")
(1611年6月29日の勅許状によるイングランド準男爵)

## 一覧

### ウィルバーホールの準男爵 (1611年)
- 初代準男爵サー・フィリップ・ウッドハウス (-1623)
- 2代準男爵サー・トマス・ウッドハウス (1585頃–1658)
- 3代準男爵サー・フィリップ・ウッドハウス (1608–1681)
- 4代準男爵サー・ジョン・ウッドハウス (1669–1754)
- 5代準男爵サー・アーミン・ウッドハウス (1714頃–1777)
- 6代準男爵サー・ジョン・ウッドハウス (1741–1834) 
  - 1797年にウッドハウス男爵に叙される

### ウッドハウス男爵 (1797年)
- 初代ウッドハウス男爵ジョン・ウッドハウス (1741–1834)
- 2代ウッドハウス男爵ジョン・ウッドハウス (1770–1846)
- 3代ウッドハウス男爵ジョン・ウッドハウス  (1826–1902) 
  - 1866年にキンバリー伯爵に叙される

### キンバリー伯爵 (1866年)
- 初代キンバリー伯ジョン・ウッドハウス (1826–1902)
- 2代キンバリー伯ジョン・ウッドハウス（英語版） (1848–1932)
- 3代キンバリー伯ジョン・ウッドハウス（英語版） (1883–1941)
- 4代キンバリー伯ジョン・ウッドハウス（英語版） (1924–2002)
- 5代キンバリー伯ジョン・アーミン・ウッドハウス（英語版） (1951-)
  - 法定推定相続人は現当主の長男ウッドハウス卿(儀礼称号)デイヴィッド・シモン・ジョン・ウッドハウス (1978-)